# Лошарик (мультфильм)
«Лоша́рик» — советский кукольный мультфильм, созданный в 1971 году режиссёром Иваном Уфимцевым. Главного персонажа в мультфильме озвучила актриса Рина Зелёная.

## Сюжет
Мультфильм о маленькой лошадке из жонглёрских шариков по имени Лошарик, который умел очень хорошо выступать в цирке и на людях. Его создал жонглёр, мечтающий стать дрессировщиком.
В это время цирковые коллеги Лошарика, лев и тигр, постоянно над ним насмехались и заявляли, что он — ненастоящий зверь, из-за чего отказались с ним выступать. Жонглёр очень страдал из-за того, что Лошарика невзлюбили, и вынужден был попрощаться с ним. После этого Лошарик, сильно расстроившись, раздаривает маленьким зрителям шарики, из которых он был сложен, и исчезает.
Однако через некоторое время, во время первого представления с хищниками, дети стали возмущаться отсутствием Лошарика (крики и свист позаимствованы из мультфильма "Бременские музыканты", где главных героев выгоняют за то, что они прыгнули в окно) и потребовали вернуть на арену любимого артиста. Дрессировщику (бывшему жонглёру) принесли шарики, и он, подбрасывая их, вновь сложил Лошарика. Зрители были в восторге, а Лошарик простил жонглёра.

## Создатели
- Автор сценария — Геннадий Цыферов
- Режиссёр — Иван Уфимцев
- Художник-постановщик — Тамара Полетика
- Оператор — Владимир Сидоров
- Композитор — Виктор Купревич
- Звукооператор — Борис Фильчиков
- Художник-мультипликатор — Юрий Норштейн
- Куклы и декорации выполнили: Андрей Барт, Павел Гусев, Светлана Знаменская, Лилианна Лютинская, Виктор Гришин
- под руководством — Романа Гурова
- Директор картины — Натан Битман

## Роли озвучивали
- Всеволод Ларионов — от автора,
- Борис Рунге — жонглёр,
- Рина Зелёная — Лошарик,
- Анатолий Папанов — тигр,
- Георгий Вицин — лев

## Создание фильма
Приступая к работе над фильмом «Лошарик» Тамара Полетика и Юрий Норштейн ходили в цирк и присутствовали на репетициях, увиденное использовали в мультипликате.

С художником Тамарой Полетикой Уфимцев работал в 1970—75г. Наиболее яркий и популярный фильм этого периода — «Лошарик» (1972) по сценарию Геннадия Цыферова и Генриха Сапгира о цирковой лошадке, собранной из деревянных шариков, — пронзительная история о мечте, стремлении к совершенству и предательстве. Сам режиссёр утверждал, что не смог до конца реализовать свой замысел, и результат его огорчил.— Сергей Капков
Генрих Сапгир в том же начале 1970-х написал одноимённую сказку в стихах, выпущенную в 1974 году отдельным изданием с иллюстрациями Э. Гороховского. Сюжет сказки имеет много сходства с мультфильмом, вероятно, она создана по мотивам мультфильма. В ней есть такие строки:
Из шариков алых, лиловых, зелёных
Сложился-явился цветной жеребёнок.
И ну по арене скакать и кружиться,
Потом по барьеру — на задних копытцах!